# Ulica Sucha we Wrocławiu

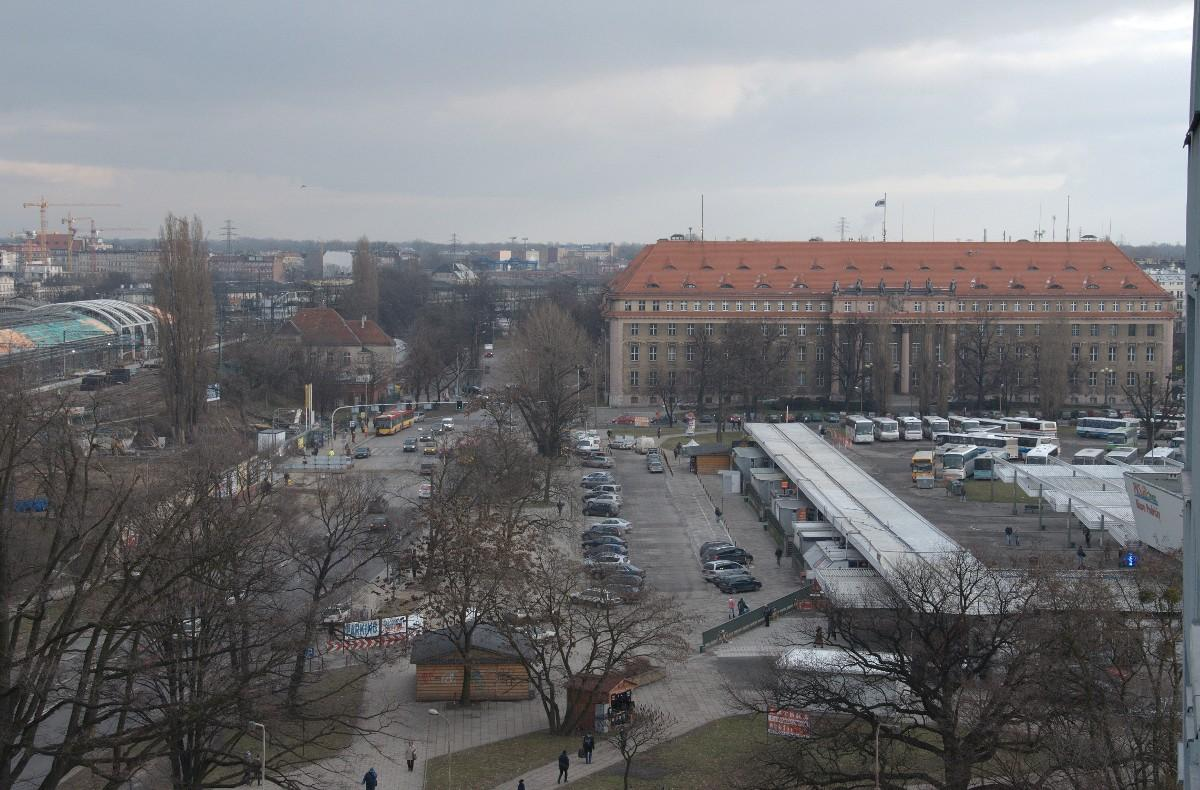
Przed przebudowąu-pp

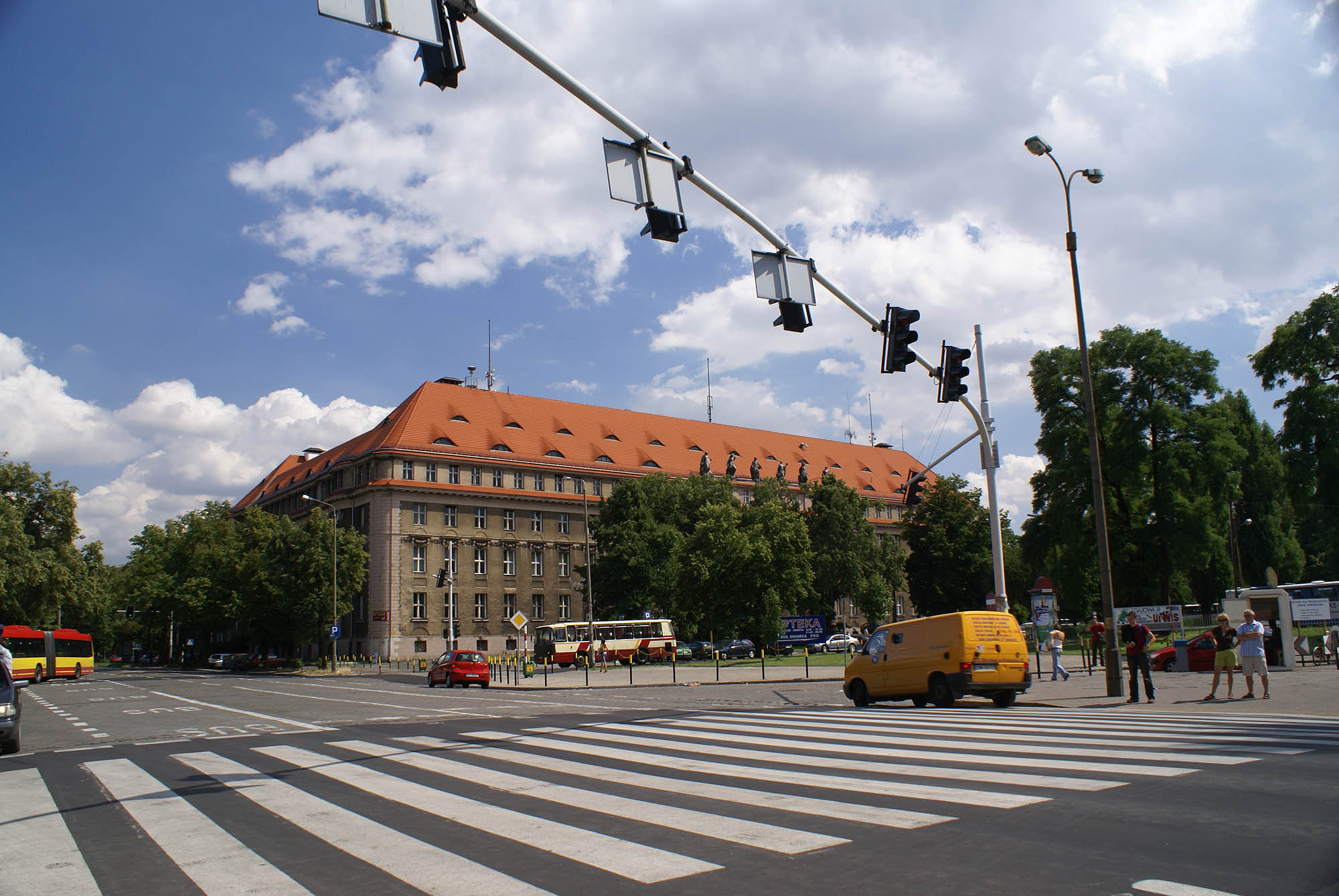
Przed przebudowąu-ppj

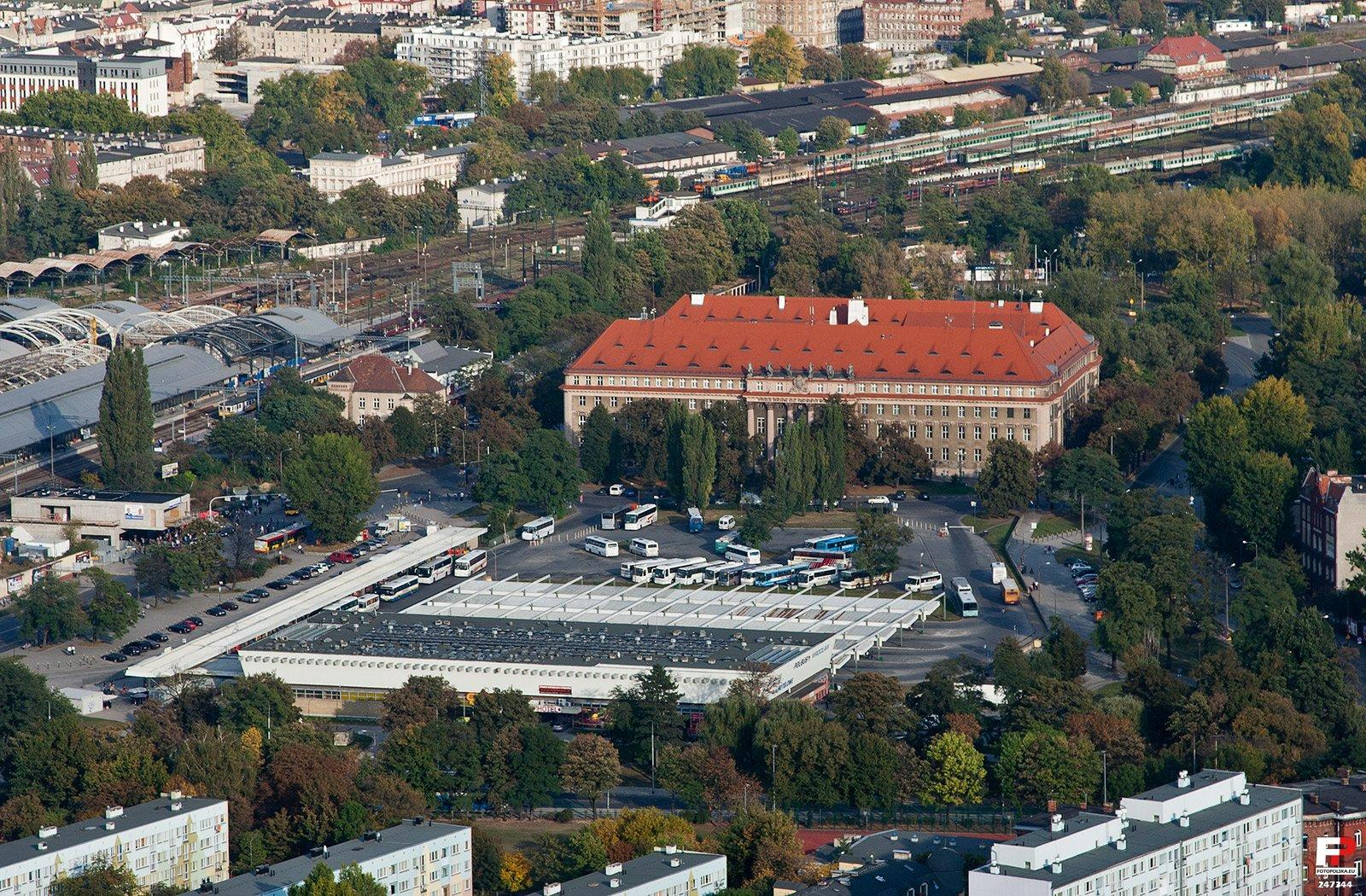
Przed przebudowąu-ppda

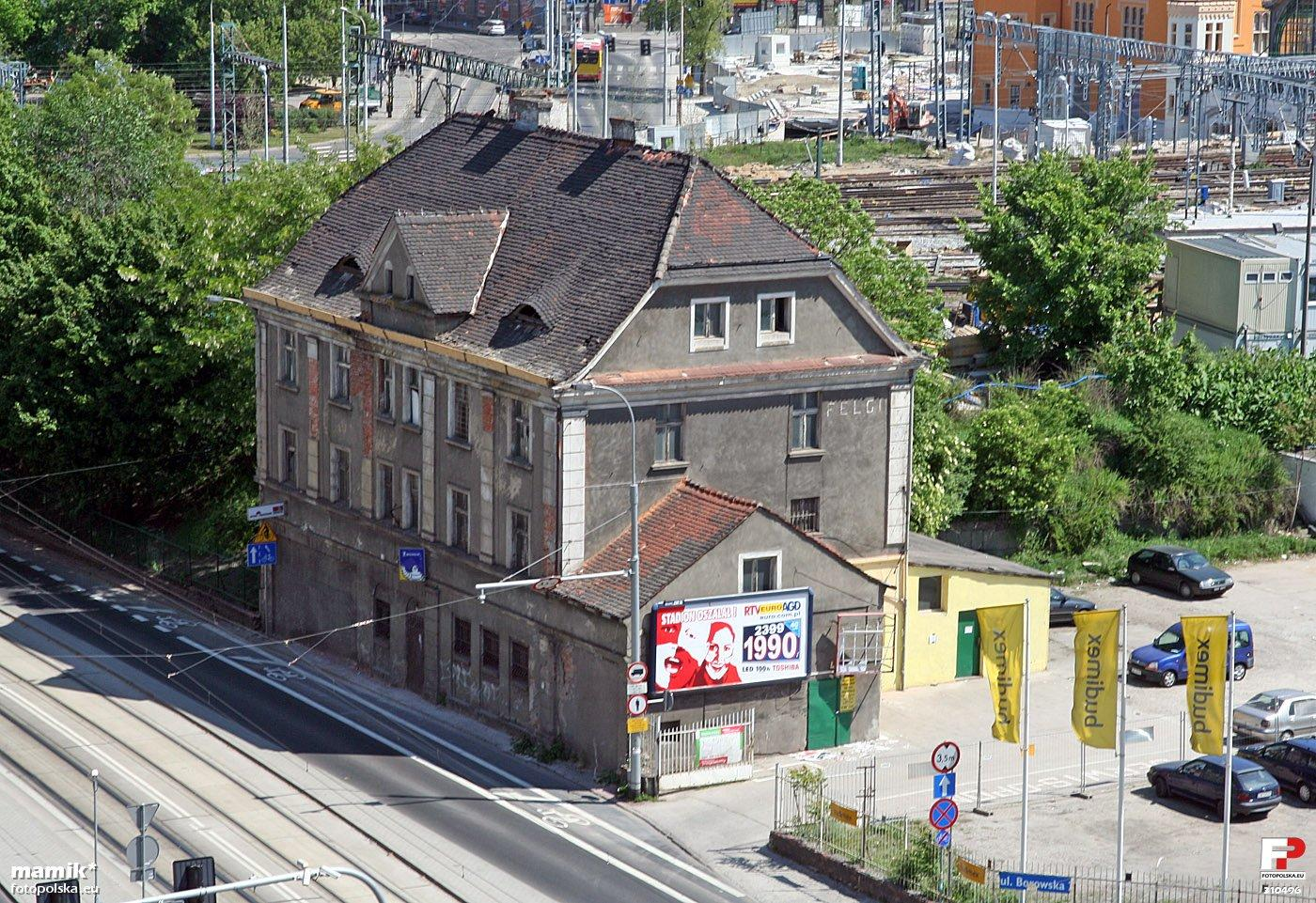
Wyburzony (nieistniejący) budynek przy ul. Borowskiej 2

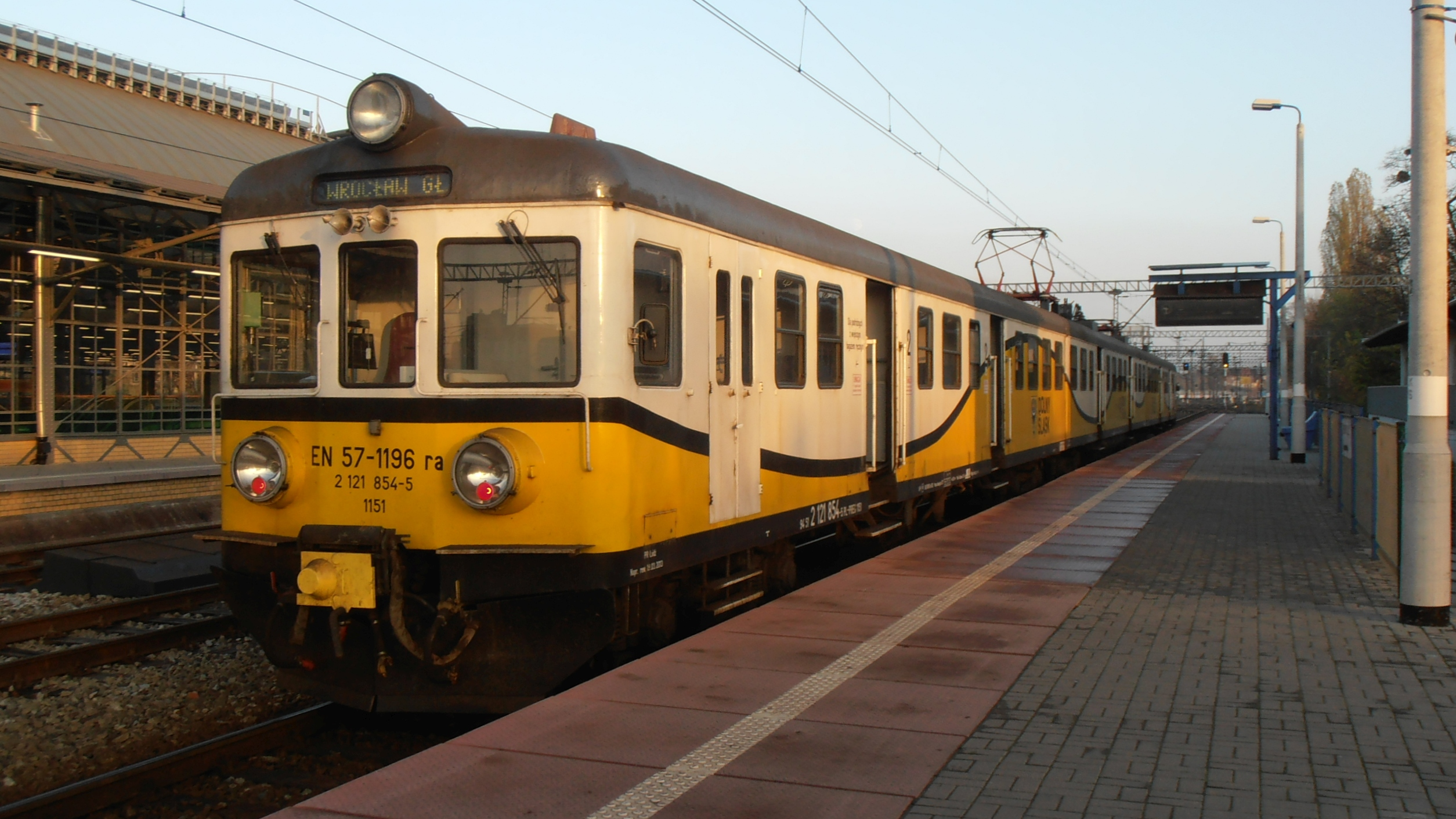
Peron 6 przed przebudową

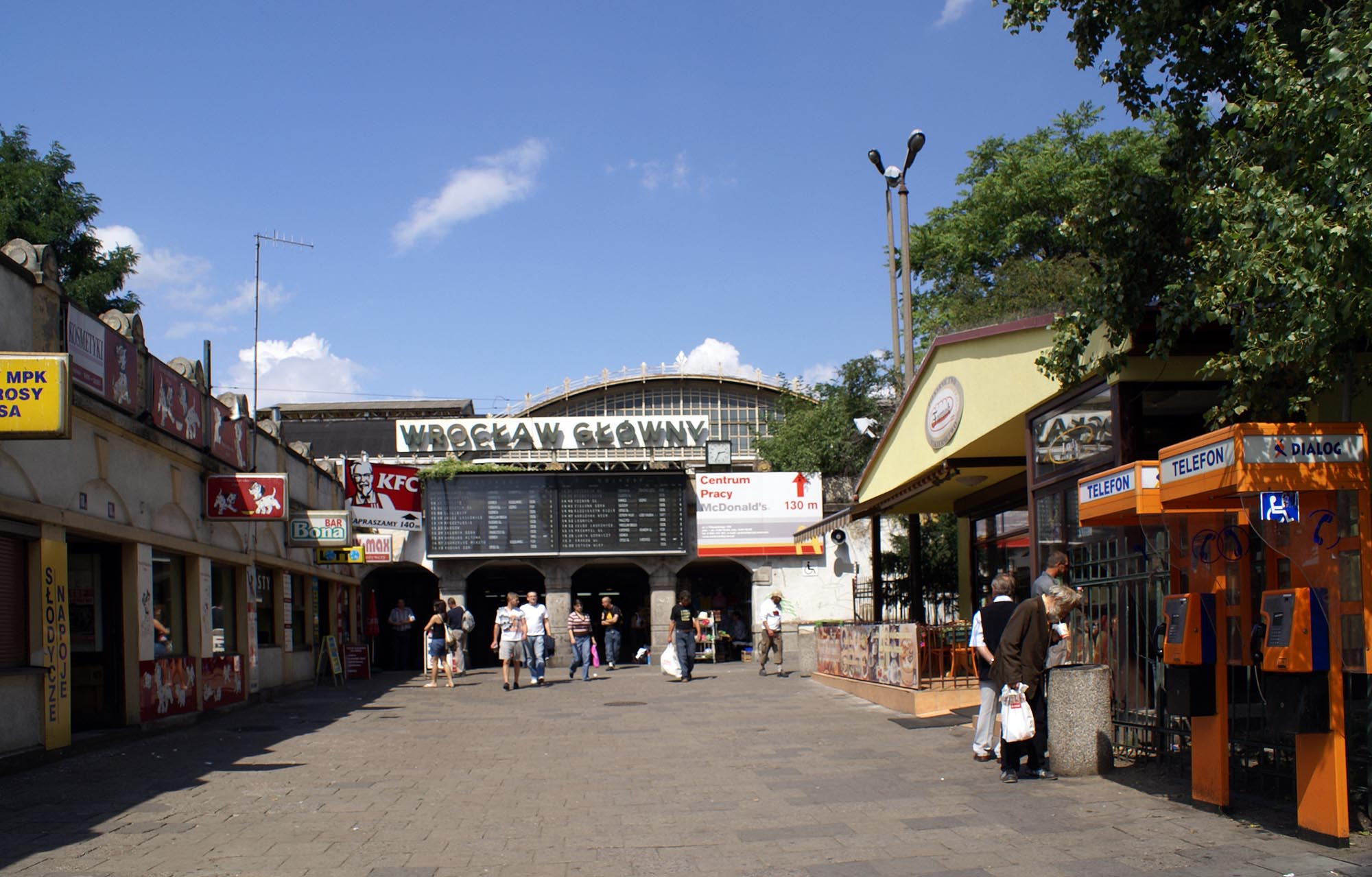
Wejście od ul. Suchej do tunelu centralnego Dworca Głównego przed budową pawilonu południowego

Ulica Sucha – ulica położona we Wrocławiu na osiedlu Huby, w dawnej dzielnicy Krzyki. Ulica ma 621 m długości i biegnie od skrzyżowania ulic: Suchej, Borowskiej, Ślężnej i Swobodnej do skrzyżowania ulic: Suchej, Dyrekcyjnej, Hubskiej i gen. Kazimierza Pułaskiego. Historyczny układ urbanistyczny obszaru przez który przebiega ulica podlega ochronie i wpisany jest do gminnej ewidencji zabytków, podobnie jak położone przy ulicy oraz w bezpośrednim sąsiedztwie zachowane budynki i inne obiekty, w tym wpisane do rejestru zabytków: zespół budowlany stacji Dworca Górnośląskiego i siedziba Dyrekcji Kolei Królewskich, obecnie biurowiec PKP S.A. Znajduje się tu także pomnik przyrody – dąb „Przewodnik”. Jednym ze współczesnych obiektów położonych przy tej ulicy jest galeria Wroclavia z dworcem autobusowym  . Ponadto po północnej stronie ulicy położona jest stacja kolejowa Wrocław Główny.

## Historia
W 1864 r. wytyczono ulicę obejmującą współczesną Suchą i Swobodną, zgodnie z opracowanym w 1856 r. pierwszym planem regulacyjnym przedmieść. Nowa droga powstała wzdłuż torów kolejowych i nowego Dworca Głównego z myślą zastąpienia zdegradowanej ulicy Nasypowej (współcześnie także ulica Wojciecha Bogusławskiego i Kolejowa), co miało związek z budową linii kolejowej i dworca . Ówcześnie łączyła ona ulicę Hubską z ulicą Wincentego Stysia.
Budynek dworcowy powstał w latach 1855–1857 wg projektu Wilhelma Grapowa. W latach 1899–1904 przebudowano i rozbudowano dworzec zgodnie z projektem Bernarda Klüschego, który uwzględniał przeprowadzone wyniesienia torów nad poziom ulic. Decyzja o takiej inwestycji wymuszona była koniecznością zapewnienia bezkolizyjnej komunikacji kolejowej i ulicznej wobec narastających problemów związanych z krzyżowaniem się torów kolejowych z ulicami i torami tramwajowymi. W jej ramach zbudowano także tunele łączące ulicę Suchą z halą dworcową i peronową oraz z placem Dworcowym (obecnie plac ten pozostaje bez nazwy) .
Do XIX wieku w miejscu, na którym wzniesiono Galerię Wroclavia, znajdowały się stawy na tak zwanym Małpim Gaju (Pola Stawowe). Teren ten częściowo został zabudowany. W jego obszarze przy ulicy Borowskiej powstał między innymi kościół imienia Zbawiciela w latach 1871–1876, zaprojektowany przez Carla Johanna Christiana Zimmermanna. Zniszczony w wyniku działań wojennych prowadzonych podczas oblężenia Wrocławia w 1945 r., po zakończeniu II wojny światowej został rozebrany.
W 1925 r. z istniejącej ulicy wyodrębniono odcinek od ulicy Borowskiej do ulicy Hubskiej nadając mu nową, odrębną nazwę. Po południowej stronie powstał między innymi Dom Opieki Społecznej z łaźnią wybudowany zgodnie z projektem Karla Klimma z 1909 r. W 1913 r. zakończono budowę budynku Dyrekcji Kolei (lata 1911–1914), tj. dla Pruskiej Królewskiej Dyrekcji Kolei (KPEV). Obiekt został zaprojektowany przez H. Königa i uzyskał formę prestiżowego, neobarokowego pałacu wzniesionego na planie nieregularnego prostokąta.
W 1965 r. Stowarzyszenie Architektów Polskich ogłosiło konkurs, w wyniku którego wyłoniono koncepcję nowego dworca autobusowego, w miejscu skweru powstałego na wolnym od zabudowy terenie po zniszczonej podczas oblężenia Wrocławia zabudowie i parku (m.in. Kościół imienia Zbawiciela), po południowej stronie od ulicy Suchej. Budowa obiektu trwała ponad 20 lat, na co miały wpływ względy ekonomiczne. Zmieniano w tym czasie także zarówno zespół projektowy, jak i częściowo pierwotne założenia. W 1994 r. oddano do eksploatacji nowy dworzec autobusowy w kwartale ulic: Suchej, Borowskiej, Dyrekcyjnej i Joannitów.
Na rogu ulic Suchej i Borowskiej, po południowo-wschodniej stronie skrzyżowania, rośnie dąb szypułkowy – „Przewodnik”, który 12 czerwca 2003 r. uznany został za pomnik przyrody i wpisany do rejestru dolnośląskich pomników przyrody.
W latach 2010–2012 przeprowadzono rewitalizację Dworca Głównego. Koncepcję architektoniczno-urbanistyczną opracowała warszawska „Grupa5 – Architekci”. W jej ramach oprócz dostosowania obiektu do współczesnych potrzeb, z uwzględnieniem zachowana elementów historycznych, wybudowano między innymi tak zwany pawilon południowy przy ulicy Suchej, z wejściem do tunelu centralnego . W 2011 r. w ramach stacji Wrocław Główny został uruchomiony tymczasowy peron 6, położony od strony ulicy Suchej i z wejściami wyłącznie z tej ulicy. Był on eksploatowany podczas przebudowy peronów 1, 2 i 3, oraz podczas Mistrzostw Europy w Piłce Nożnej Euro 2012 i okazjonalnie np. dla pociągów zabytkowych itp., a w latach 2019–2020 został przebudowany. Istotnym elementem tej inwestycji wartej około 7,4–8,4 mln zł, było przebicie przejścia do tunelu centralnego stacji    .
W 2013 r. Rada Miejska Wrocławia uchwaliła dla obszaru objętego ulicami Suchą, Joannitów, Dyrekcyjną i Borowską miejscowy plan zagospodarowania przestrzennego. Umożliwił on przygotowanie odpowiedniego projektu i po uzyskaniu decyzji o pozwoleniu na budowę rozpoczęcie w 2015 r. budowy galerii Wroclavia w miejscu dworca autobusowego po przeprowadzeniu jego rozbiórki. Inwestorem była firma Unibail-Rodamco Polska, koncepcję architektoniczną opracowała pracownia IMB Asymetria, wykonawcą był Warbud. Na czas budowy urządzono tymczasowy dworzec autobusowy na terenie położonym pomiędzy ulicą Suchą i Dyrekcyjną oraz budynkiem PKP i stacją benzynową. Przy samej ulicy utworzono ponadto przystanki dla wysiadających. Po jej zakończeniu dworzec autobusowy znajduje się w budynku galerii  .
Kolejna inwestycja przy tej ulicy rozpoczęła się w czerwcu 2016 r. a zakończyła w kwietniu 2018 r. Objęła teren od ulicy Borowskiej do południowego wejścia Dworca Głównego, zakupiony od PKP w 2013 roku. Powstał tu biurowiec Sagittarius Business House. Inwestorem był deweloper działający pod firmą o nazwie Echo Investment, zaś generalnym wykonawcą była firma PORR. Konsekwencją tej inwestycji była rozbiórka schronu dowodzenia z lat 30. XX wieku  oraz budynku przy ulicy Borowskiej 2 z 1867 r. wpisanego do gminnej ewidencji zabytków. Rozebrany schron był wpisany do ewidencji zabytków, lecz został z niej wykreślony mimo swojej wyjątkowości, polegającej na kompletnym zachowaniu obiektu, z wyposażeniem takim jak maszynownie wentylatorni, sanitariaty, umywalnie, kantyna, czy tabliczki informacyjne . Walka o zachowanie cennego obiektu, prowadzona między innymi przez Towarzystwo Upiększania Miasta Wrocławia, które w 2012 roku wnioskowało do wojewódzkiego konserwatora zabytków we Wrocławiu o wpisanie schronu do rejestru zabytków, zakończyła się fiaskiem i unikalny obiekt wyburzono  .
Po wojnie, do lat 70. i 80. XX wieku, korytarz transportowy obejmujący ulice: Suchą oraz Swobodną i Owsianą traktowane były jako droga tranzytowa przez miasto    . Ciąg wskazanych ulic łączy bowiem ulicę Zaporoską, która przez pewien czas stanowiła fragment drogi krajowej numer 5 i drogi międzynarodowej E83, z ulicą gen. Kazimierza Pułaskiego, którą przebiegała również przez pewien czas droga krajowa numer 8 i droga międzynarodowa E12. Jeszcze w latach 70. XX wieku te ostatnie wymienione drogi biegły od ulicy Powstańców Śląskich przez ulicą Swobodną i Suchą, dopiero później przez ulicę Ślężną i Dyrekcyjną    . Wskazywania tej ulicy (jak i całego ciągu wyżej wymienionych trzech ulic) do tranzytu zaprzestano od początku lat 90. XX wieku   . Po wybudowaniu obwodnicy śródmiejskiej i następnie autostradowej obwodnicy Wrocławia stopniowo pozbawiano znaczenia tranzytowego także powiązanych, wymienionych wyżej ulic . Przewidywano dla tej ulicy, na odcinku od ulicy Borowskiej do ulicy Joannitów, funkcję ulicy zbiorczej do obsługi dworców PKP i PKS o szerokości w liniach rozgraniczających rządu od 35 do 54 m. Planowano także modernizację ulicy z jednojezdniowej do dwujezdniowej o dwóch pasach na każdej jezdni. Ponadto przewidywano budowę terminalu dla autobusowej komunikacji miejskiej. Przy ulicy miały znajdować się obustronne ciągi piesze i kładka dla pieszych, stanowiąca także nadziemne przejście dla pieszych, jako połączenie funkcjonalne i przestrzenne ponad ulicą Suchą, dworca PKP z projektowanym budynkiem dworca MPK i PKS z zastosowaniem wind, schodów oraz schodów ruchomych. Jednakże w 2013 r. uchwalono nowy miejscowy plan zagospodarowania obejmujący między innymi opisany odcinek ulicy, w który zmieniono powyższe ustalenia. Na jego podstawie znaczącą transformację ulica Sucha przeszła w 2017 r. Przebudowano wówczas układ drogowy, w ramach III etapu inwestycji Zintegrowany System Transportu Szynowego w Aglomeracji i we Wrocławiu, szczególnie w początkowym, opisanym wyżej jej odcinku. W wyniku przeprowadzonych robót z ulicy o charakterze tranzytowym utworzono, na odcinku od ulicy Borowskiej do ulicy Joannitów dojazdową ulicę ślepą i dalej deptak z pasem dla autobusów i taksówek. Dla pozostałej części ulicy nie zmieniono jej charakteru   . Inwestorem dla tej przebudowy była firma Unibail-Rodamco prowadząca budowę galerii . W ramach innego etapu inwestycji (etap III A) przebudowano także końcowy odcinek ulicy Suchej wraz z ulicami gen. Kazimierza Pułaskiego i Hubską na których wybudowano torowiska tramwajowe.

## Nazwy
W swojej historii ulica nosiła następujące nazwy:
- Sadowastrasse, do 1925 r. (jako całość z ulicą Swobodną)[5][17][25][30][66]
- An der Teichäckern, od 1925 r. do 1945 r.[5][17][25][30][67]
- Sucha, od 1945 r.[1][5][17][25][24]

Pierwsza nazwa ulicy obejmująca zarówno współczesną ulicę Suchą, jak i Swobodną upamiętniała bitwę pod Sadową (nazywaną też bitwą pod Hradcem Králové), która miała miejsce 3 lipca 1866 r. i zdecydowała o zwycięstwie Królestwa Prus w wojnie prowadzonej z Cesarstwem Austrii. Nazwa ulicy An der Teichäckern pochodziła od znajdujących się do XIX wieku w miejscu dzisiejszej galerii Wroclavia stawów na tak zwanym Małpim Gaju (Pola Stawowe). Nazwę tę tłumaczy się z języka niemieckiego na język polski jako „Przy polach stawowych”. Współczesna nazwa ulicy została nadana przez Zarząd Wrocławia i ogłoszona w okólniku nr 97 z 31 grudnia 1945 r.

## Układ drogowy
Do ulicy Suchej przypisana jest droga gminna o długości 621 m (numer drogi 105794D, numer ewidencyjny drogi G1057940264011). Do ulicy przypisane są także dwie działki stanowiące rezerwę. Ulica biegnie, na zachodnim jej krańcu, od skrzyżowania ulic: Suchej, Borowskiej, Ślężnej i Swobodnej do położonego na wschodnim krańcu skrzyżowania ulic: Suchej, Dyrekcyjnej, Hubskiej i gen. Kazimierza Pułaskiego. Na odcinku od ulicy Joannitów do skrzyżowania na wschodnim krańcu ulicy, jest to ulica zbiorcza jednojezdniowa. Przy skrzyżowaniu z ulica Joannitów jest to ulica klasy dojazdowej.
Ulica łączy się z następującymi drogami:
| Powiązanie                                             | kierunek      | Droga | Fotografia                                                              | Opis                                               |
| ------------------------------------------------------ | ------------- | --- | ----------------------------------------------------------------------- | -------------------------------------------------- |
| skrzyżowanie sygnalizacja świetlna                     | ↑ kontynuacja | ulica Swobodna ulica zbiorcza klasy technicznej ulica o znaczeniu ogólnomiejskim                                                              |                                                                         | w lewo na zdjęciu, w prawo ulica Sucha             |
| skrzyżowanie sygnalizacja świetlna                     | ←             | ulica Ślężna | po lewej w dole zdjęcia                                                 |                                                    |
| skrzyżowanie sygnalizacja świetlna                     | ← →           | ulica Borowska torowisko tramwajowe klasy zbiorczej ulica śródmiejska                                                                         | po prawej w dole zdjęcia i w górę zdjęcia pod wiadukt do ulicy Stawowej |                                                    |
| przejście dla pieszych                                 | ← →           | Dworzec Główny PKP, pawilon południowy i tunel centralny, Dworzec Autobusowy                                                                  |                                                                         |                                                    |
| skrzyżowanie                                           | ←             | ulica Joannitów klasy dojazdowej |                                                                         |                                                    |
| deptak sygnalizacja świetlna na przejściu dla pieszych | →             | tunel tranzytowy Dworca Głównego |                                                                         | tunel do ulicy Józefa Piłsudskiego i Dworcowej     |
| skrzyżowanie                                           | ←             | ulica Gajowa |                                                                         | lewy dolny róg zdjęcia, ulica Sucha w lewo i prawo |
| skrzyżowanie sygnalizacja świetlna                     | ←             | ulica Dyrekcyjna do 31.12.2019 r.: DK 98 ulica główna klasy technicznej ulica o znaczeniu ogólnomiejskim                                      |                                                                         | w prawo                                            |
| skrzyżowanie sygnalizacja świetlna                     | →             | ulica gen. Kazimierza Pułaskiego torowisko tramwajowe do 31.12.2019 r.: DK 98 ulica główna klasy technicznej ulica o znaczeniu ogólnomiejskim | w lewo                                                                  |                                                    |
| skrzyżowanie sygnalizacja świetlna                     | ↓ kontynuacja | ulica Hubska torowisko tramwajowe do 1.10.2018 r.: DW 395                                                                                     | na wprost                                                               |                                                    |

Ulica położona jest na działkach ewidencyjnych o łącznej powierzchni 19 392 m², a łączna długość dróg przypisanych do ulicy wynosi 621 m.
| Droga                                     | Długość      | Działka                      | Powierzchnia |
| ----------------------------------------- | ------------ | ---------------------------- | ------------ |
| droga gminna od ul. Swobodnej do Hubskiej | 621 m        | nr 20 AM-17 obręb Południe   | 8 408 m²     |
| droga gminna od ul. Swobodnej do Hubskiej | 621 m        | nr 1/1 AM-18 obręb Południe  | 9 498 m²     |
| rezerwa                                   | 68 m         | nr 4/37 AM-13 obręb Południe | 1 172 m²     |
| rezerwa                                   | 102 m        | nr 4/40 AM-13 obręb Południe | 314 m²       |
| droga gminna                              | droga gminna | droga gminna                 | 17 906 m²    |
| rezerwa                                   | rezerwa      | rezerwa                      | 1 486 m²     |
| suma                                      | suma         | suma                         | 19 392 m²    |

Początkowy odcinek ulicy jest dwujezdniowy, kończy się on przed przejściem dla pieszych łączącym wejście do Dworca Głównego i dworca autobusowego w galerii Wroclavia. Dalej droga jest jednojezdniowa. Od tego miejsca do ulicy Joannitów obowiązuje zakaz ruchu z pewnymi włączeniami. Dopuszczalny jest mianowicie jedynie ruch autobusów i taksówek. Na odcinku ulicy od ulicy Borowskiej za przejście dla pieszych przy tunelu wschodnim Dworca Głównego jezdnie ulicy posiadają nawierzchnie z masy bitumicznej, a dalej z granitowej kostki brukowej sięgającej za skrzyżowanie z ulicą Gajową. Końcowy odcinek ulicy posiada nawierzchnię z masy bitumicznej.

## Komunikacja i transport

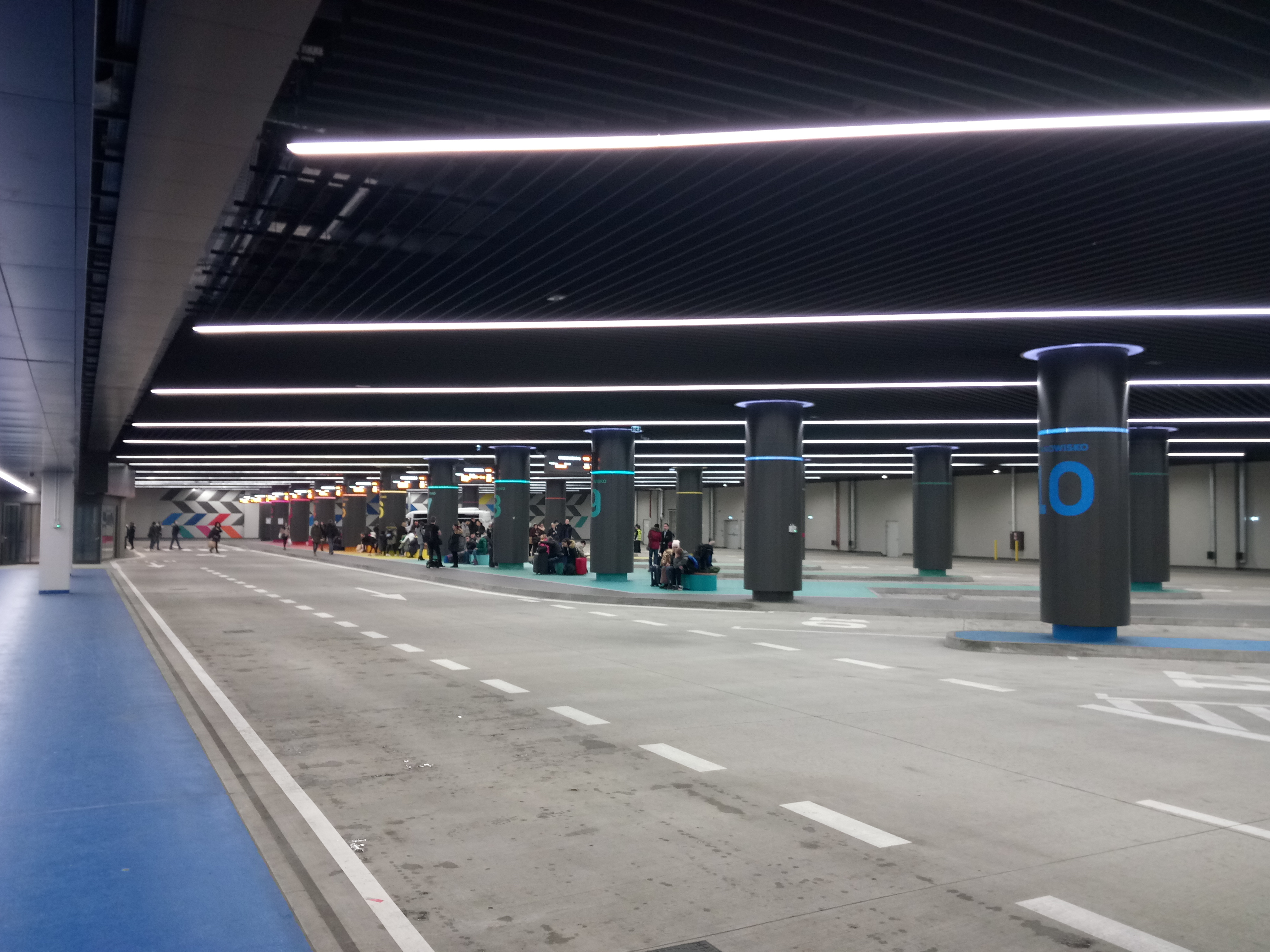
Dworzec autobusowy – perony

Ulicą Suchą przebiegają linie transportu miejskiego, w ramach komunikacji miejskiej. Są to wyznaczone trasy autobusów miejskich. Ponadto trasy przejazdów miejskich linii autobusowych wyznaczone są ulicami: Swobodną, Ślężną, Borowską i Hubską, a tramwajowych ulicami: Borowską, Hubską i gen. Kazimierza Pułaskiego. Przy ulicy Suchej przy przejściu dla pieszych od tunelu głównego kolejowego Dworca Głównego do dworca PKS zlokalizowanego w budynku galerii znajduje się Przystanek autobusowy o nazwie „Dworzec Autobusowy”. Ta sama nazwa przystanku obowiązuje dla przystanków tramwajowych i autobusowych położonych na ulicy Borowskiej i Ślężnej przy skrzyżowaniu z ulicą Suchą i Swobodną  . W galerii Wroclavia, z bezpośrednim wejściem od strony ulicy Suchej znajduje się dworzec autobusowy  , po północnej stronie ulicy Dworzec Główny PKP.
Ulica na odcinku od ulicy Borowskiej do przejścia dla pieszych przy tunelu wschodnim Dworca Głównego znajduje się w strefie ograniczenia prędkości do 30 km/h. Na tym odcinku znajdują się przy ulicy drogi rowerowe lub pasy rowerowe powiązane z drogami przy ulicach: Ślężnej, Borowskiej i Joannitów. Ich kontynuacją są drogi rowerowe zaczynające się od skrzyżowania z ulicą Gajową, powiązane z drogami rowerowymi biegnącymi przy ulicach: Hubskiej, Dyrekcyjnej i gen. Kazimierza Pułaskiego. Przy ulicy Suchej w rejonie wyżej opisanego przystanku „Dworzec Autobusowy” znajduje się stacja roweru miejskiego, a nieco bliżej ulicy Borowskiej stacja naprawy rowerów .
Od ulicy Borowskiej w kierunku zachodnim rozpoczyna się teren tzw. osiedla kompletnego – Śródmieście Południowe – wskazanego przez urbanistów w ramach określonych standardów. Mimo że ulic Sucha leży już poza jego obszarem, sama ulica, jak i leżące przy niej wybrane obiekty zostały wskazane do odpowiedniego ukierunkowania pod kątem powiązań z osiedlem, także w zakresie transportu i mobilności . Sama ulica została opisana jako ulica stanowiąca szkielet przestrzeni publicznej osiedla, a przy ulicy wskazano powiązane węzły przesiadkowe obejmujące Dworzec Główny PKP i Dworzec Główny PKS. Ponadto ważną przestrzeń publiczną stanowi skrzyżowanie ulicy Suchej, Borowskiej, Ślężnej i Swobodnej, między innymi jako miejsce istotne pod względem rozpoznawalności i orientacji w przestrzeni oraz usług.
Wschodni kraniec ulicy rozpoczynający się przed skrzyżowaniem z ulicą Gajową i dalej wraz z kolejnym skrzyżowaniem z ulicami gen. Kazimierza Pułaskiego, Hubską i Dyrakcyjną, łącznie z Zieleńcem przy ul. Suchej – Dyrekcyjnej, przeznaczony jest po rozwój komunikacji, w tym przewiduje się utworzenie przystanków tramwajowych i ścieżek rowerowych.

## Zabudowa i zagospodarowanie

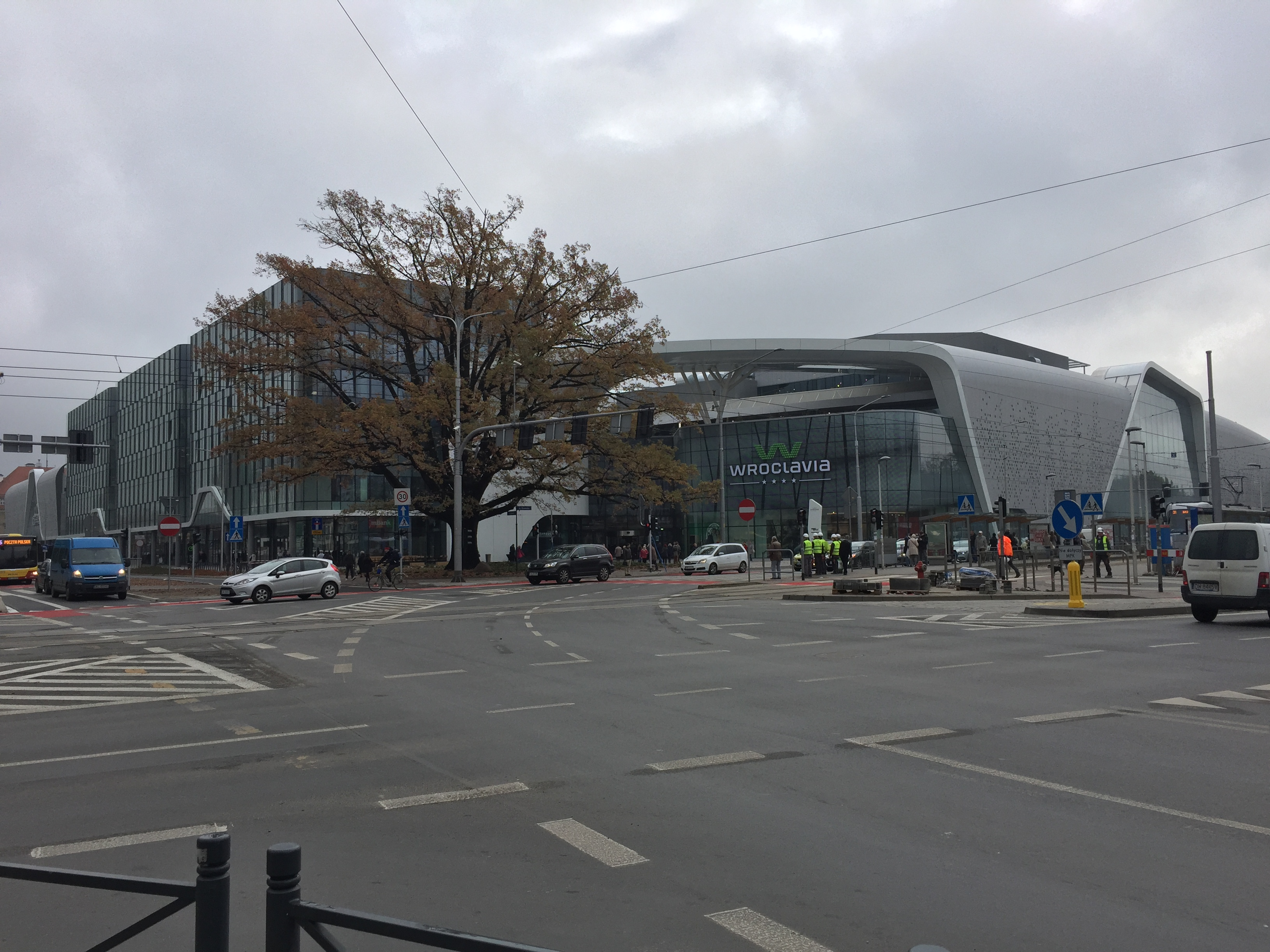
Galeria Wroclawia, po lewej początek ul. Suchej

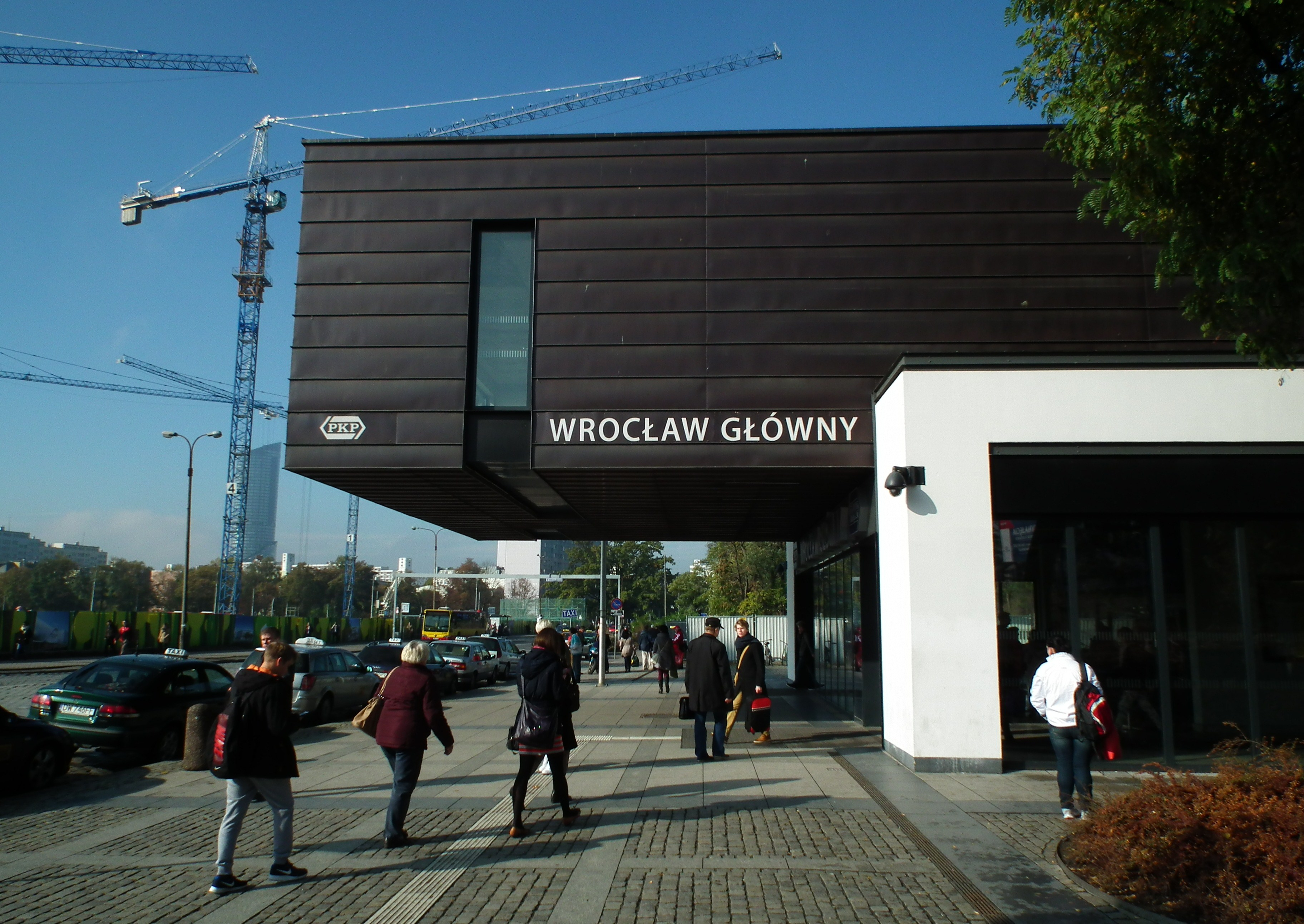
Pawilon południowyu-gwb

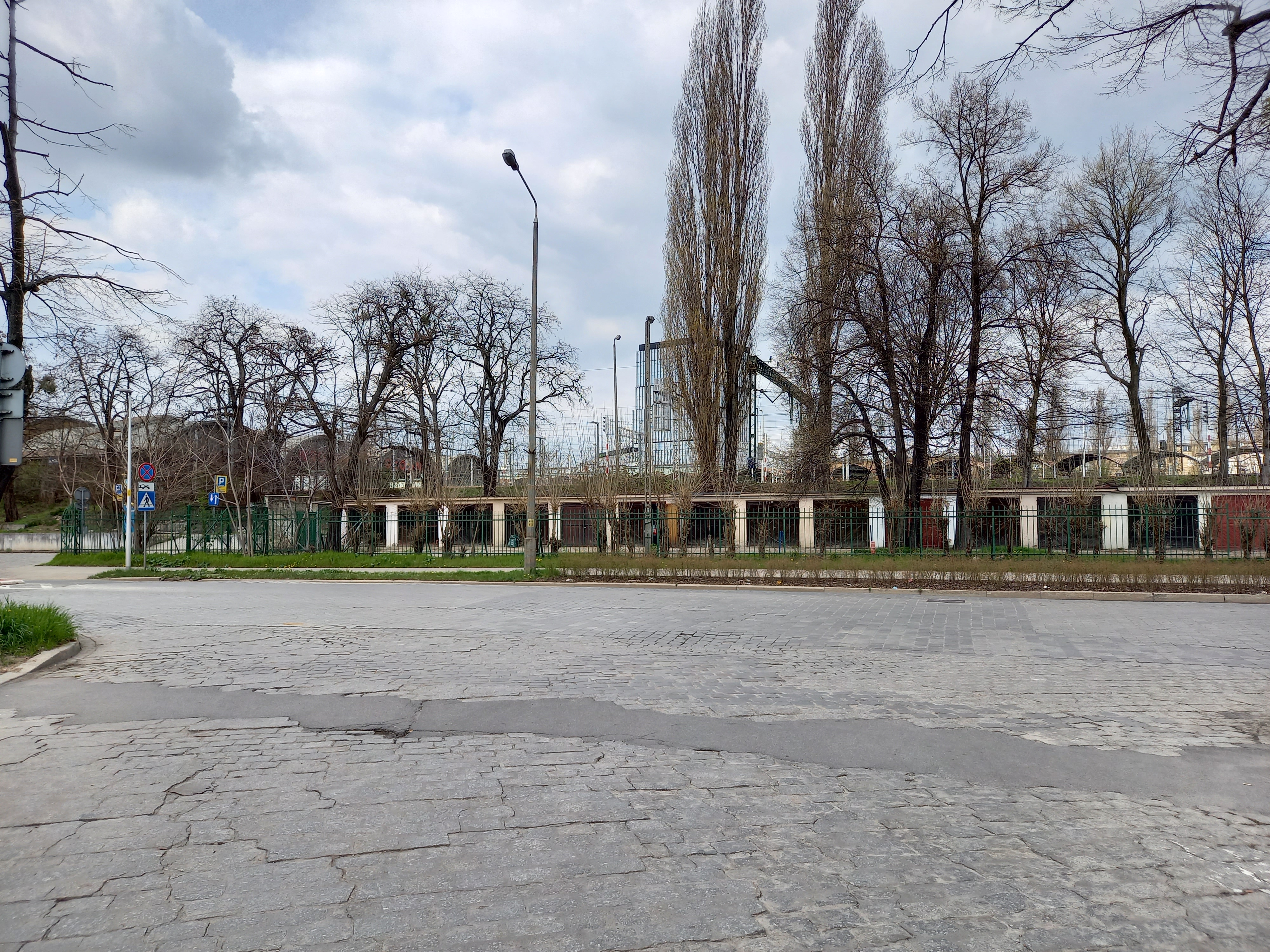
Zespół garaży

Po północnej stronie ulicy, od ulicy Borowskiej, zlokalizowany jest biurowiec Sagittarius Business House. Jest to budynek średniowysoki, o siedmiu kondygnacjach nadziemnych i około 25 000 m² powierzchni biurowej. Dalej, aż do ulicy gen. Kazimierza Pułaskiego rozciąga się teren zespołu budowlanego stacji kolejowej Wrocław Główny. W jego ramach za opisanym biurowcem znajduje się nowy, dwukondygnacyjny budynek dworca tzw. pawilon południowy, z wejściem do tunelu centralnego dworca. Dalej znajduje się wejście do tunelu wschodniego, tzw. pocztowego, łączącego dla ruchu pieszego i rowerowego ulicę Suchą z ulicą Józefa Piłsudskiego i Dworcową. Przy końcowym odcinku ulicy, przed opisanym zespołem dworca kolejowego położony jest zespół jednokondygnacyjnych i jednostanowiskowych garaży. Dopuszcza się zabudowę obrzeżną terenów kolejowych wzdłuż ulicy Suchej o wysokości od 4 do 6 kondygnacji nadziemnych o funkcji centrotwórczej.
Po stronie południowej zabudowę, na odcinku od ulicy Borowskiej do ulicy Joannitów, stanowi galeria Wroclavia, z częścią biurową stanowiącą część pierzei południowej ulicy Suchej (trzy połączone ze sobą budynki biurowe w ramach całego kompleksu zabudowy). Cała zabudowa to zespół budynków. Część handlowa obiektu ma trzy kondygnacje nadziemnie, a powierzchnia użytkowa wynosi około 71 000 m², w tym powierzchnia handlowa wynosi 64 000 m² i obejmuje około 200 sklepów. Powierzchnia biurowa zaś to około 7 000 m². W budynku znajduje się dworzec autobusowy, kino z 22 salami położonymi na poziomie +2, parking samochodowy na 2 300 miejsc. Sam dworzec autobusowy znajduje się na poziomie terenu (wejście, obsługa podróżnych, kasy), a perony znajdują się na poziomach podziemnych   . Siedziba POLBUS-PKS Sp. z o.o. mieści się pod adresem ul. Joannitów 13 . Galeria stanowi istotny obiekt usługowy oraz rozpoznawalności i orientacji w przestrzeni.
Za ulicą Joannitów położony jest biurowiec PKP S.A., pierwotnie Siedziba Dyrekcji Kolei Królewskich, za którym znajduje się parking, wykorzystywany przez pewien czas jak to opisano wyżej jako autobusowy dworzec tymczasowy  . Całość położona jest na działce o powierzchni 15 209 m². Kolejnym budynkiem w południowej pierzei ulicy jest biurowiec pomocniczy dyrekcji kolei, posadowiony na działce o powierzchni 2 393 m². Za tym budynkiem, przed skrzyżowaniem z ulicą Gajową, znajduje się stacja paliw na terenie o powierzchni 5 438 m², a za tym skrzyżowaniem zieleniec. Końcowy odcinek ulicy, od ulicy Suchej do Dyrekcyjnej przebiega w obszarze przeznaczonym na docelowo rozwój komunikacji.
Ulica przebiega przez teren o wysokości bezwzględnej od 119,2 (początek ulicy – zachodni kraniec) do 118,5 (koniec ulicy – wschodni kraniec) m n.p.m. Objęta jest jednym rejonem statystycznym numer 931400. W obszarze tym na dzień 31.12.2020 r. liczba osób zameldowanych na pobyt stały wynosiła 1 954, a gęstość zaludnienia 872 osób/km²

## Punkty adresowe
W czerwcu 2021 r. przy ulicy znajdowały się następujące punkty adresowe:
- ulica Sucha 1 (strona południowa): Galeria Wroclavia[10][129]
- ulica Sucha 2 (strona północna): Sagittarius Business House[45][130]
- ulica Sucha 3 (strona południowa): Wroclavia Offices (część biurowa galerii Wroclavia)[10][117] [131]
- ulica Sucha 13 (strona południowa): biurowiec PKP S.A.[8][132]
- budynek przy ulicy Suchej 15, 15a, 15b (strona południowa), dawny biurowiec pomocniczy dyrekcji kolei, współcześnie wspólnota mieszkaniowa[8][133] :
  - ulica Sucha 15[8][134]
  - ulica Sucha 15a[8][135]
  - ulica Sucha 15b[8][136].

## Zieleń
Tereny zieleni oraz inna zieleń urządzona w otoczeniu ulicy Suchej:
| Nazwa                                   | Parametr                                                                                 | Strona     | Położenie                                                 | Fotografia |
| --------------------------------------- | ---------------------------------------------------------------------------------------- | ---------- | --------------------------------------------------------- | ---------- |
| Dąb „Przewodnik” – pomnik przyrody      | Dąb szypułkowy (Quercus robur) Obwód na wysokości 1,3 m: 476 cm (461 cm, wysokość 23 m)  | południowa | skrzyżowanie ulicy Suchej i Borowskiej                    |            |
| skwer                                   | Otwarty teren niepubliczny w ramach działki, na której znajduje się budynek dyrekcji PKP | południowa | pomiędzy budynkiem dyrekcji PKP a ulicą Joannitów i Suchą |            |
| Zieleniec przy ul. Suchej – Dyrekcyjnej | Powierzchnia: 1 775 m²                                                                   | południowa | pomiędzy ulicami: Gajową, Suchą i Dyrekcyjną              |            |

## Ochrona i zabytki
Obszar przez który przebiega ulica Sucha (na całej jej długości ulica stanowi północną granicę tego obszaru) podlega ochronie i jest wpisany do gminnej ewidencji zabytków pod pozycją Huby i Glinianki. W szczególności ochronie podlega historyczny układ urbanistyczny w rejonie ulic Suchej, Hubskiej, Kamiennej i Borowskiej, wraz z Parkiem Andersa i zajezdnią oraz osiedlem w rejonie ulic Paczkowskiej i Nyskiej kształtowany sukcesywnie w latach 60. XIX wieku oraz w XX wieku i po 1945 r. Stan zachowania tego układu ocenia się na dobry.
Przy ulicy i w najbliższym sąsiedztwie znajdują się następujące zabytki:
| Obiekt, położenie | Powstanie, nr rej.                                                                                       | Fotografia |
| --- | --- | ---------- |
| strona północna | |            |
| Zespół budowlany stacji kolejowej Wrocław Główny (przy dworcu osobowym) Piłsudskiego/Borowska/Sucha/Pułaskiego zespół                                                                                       | lata 1855–1857, lata 1889–1904, XX wiek, lata 2010–2012 (remont, modernizacja) rodzaj ochrony: gez, mpzp |            |
| Zespół budowlany stacji Dworca Górnośląskiego ulica Małachowskiego 11-13 | 1842 r. rodzaj ochrony: rejestr zabytków pod nr A/2369/446/Wm z dnia 31.05.1989 r.                       |            |
| Budynek administracyjny, obecnie budynek Dolnośląskiego Zakładu Przewozów Regionalnych, Biuro Rzeczy Znalezionych w zespole stacji kolejowej Wrocław Główny ulica Sucha 10-12                               | 1903 r., 2012 r. (remont) rodzaj ochrony: gez, mpzp                                                      |            |
| Magazyn ekspedycji (paczkownia?), obecnie budynek Kolei Dolnośląskich – Zakład Zachodni w Poznaniu, Sekcja Handlowa we Wrocławiu w zespole stacji kolejowej Wrocław Główny ulica Sucha 10-12                | 1903 r., po 1945 r., około 2010 r. rodzaj ochrony: gez, mpzp                                             |            |
| Tunel centralny z bagażowym w zespole stacji kolejowej Wrocław Główny ulica Józefa Piłsudskiego 105 | lata 1904–1905 rodzaj ochrony: gez, mpzp                                                                 |            |
| Tunel pocztowy w zespole stacji kolejowej Wrocław Główny ulica Józefa Piłsudskiego 105 (tunel tzw. tranzytowy z bagażowym – wsch. i peronowym – zach.) w zespole budowlanym stacji kolejowej Wrocław Główny | lata 1904–1905 rodzaj ochrony: gez, mpzp                                                                 |            |
| brama – wejście do tunelu tzw. Tranzytowego (od ul. Suchej) w zespole budowlanym stacji kolejowej Wrocław Główny ulica Józefa Piłsudskiego 105                                                              | 1903 r., po 1945 r., lata 2010–2012 (remont, modernizacja) rodzaj ochrony: gez, mpzp                     |            |
| Wiadukt kolejowy ulica gen. Kazimierza Pułaskiego | około 1890 r. (1870 r.?) rodzaj ochrony: gez, mpzp                                                       |            |
| strona południowa | |            |
| Siedziba Dyrekcji Kolei Królewskich, obecnie biurowiec PKP S.A. ulica Joannitów 13 | lata 1911–1914 rodzaj ochrony: rejestr zabytków pod nr A/1258 z dnia 06.10.2009 r.                       |            |
| Szczelina przeciwlotnicza I ulica Sucha, działka 2/1 AM-18 obręb Południe | lata 1943–1945 rodzaj ochrony: gez, mpzp                                                                 |            |
| Szczelina przeciwlotnicza II ulica Sucha, działka 2/4 AM-18 obręb Południe | po 1935 r. rodzaj ochrony: gez, mpzp                                                                     |            |
| Szczelina przeciwlotnicza III ulica Sucha, działka 2/4 AM-18 obręb Południe | po 1935 r. rodzaj ochrony: gez, mpzp                                                                     |            |
| Biurowiec pomocniczy dyrekcji kolei, obecnie budynek nieużytkowany ulica Sucha 15 (budynek mieszkalny pracowników kolei)                                                                                    | lata 1923–1924 (projekt E. Rothe) rodzaj ochrony: gez, mpzp                                              |            |

## Baza TERYT

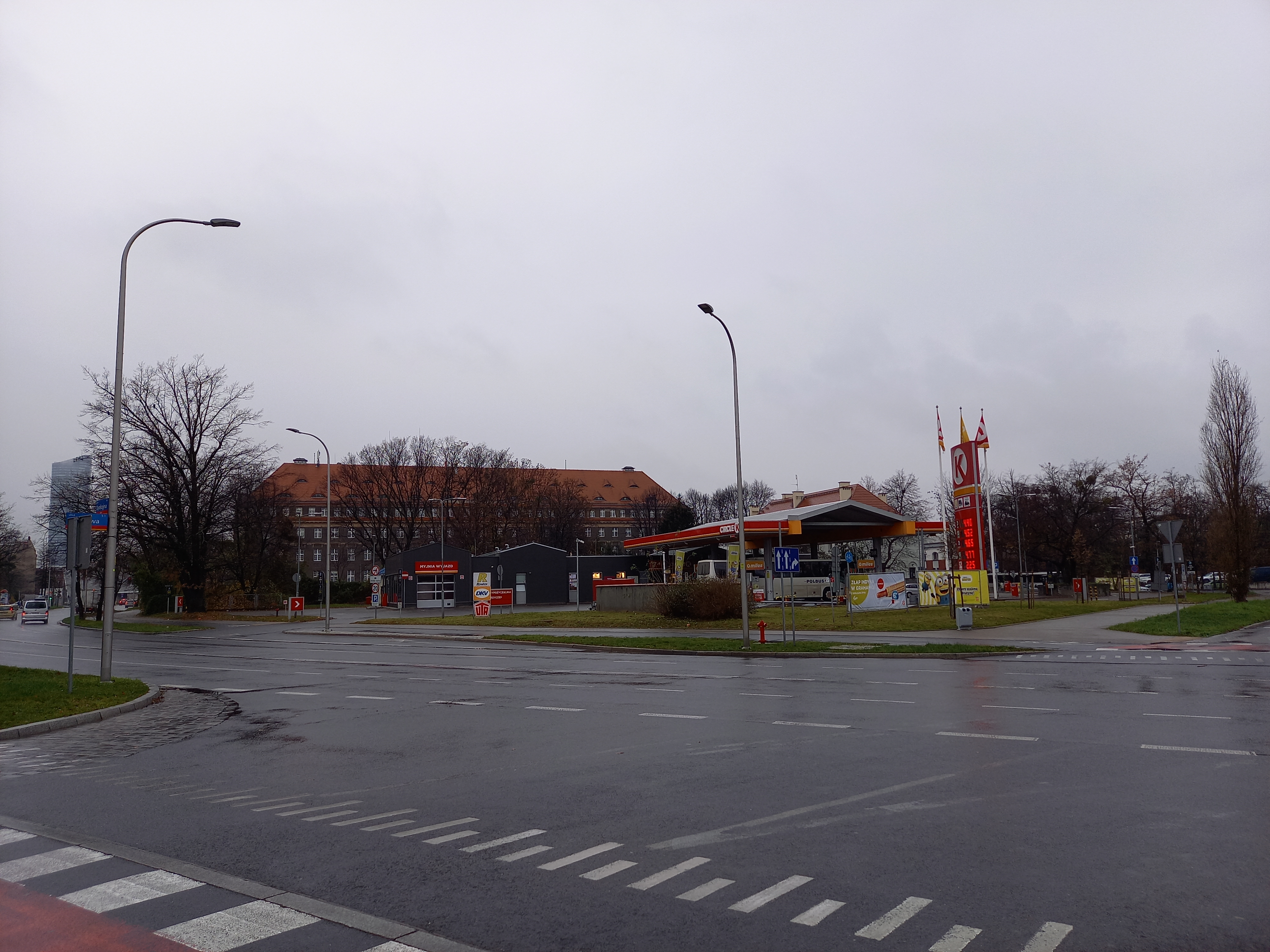
Stacja paliw

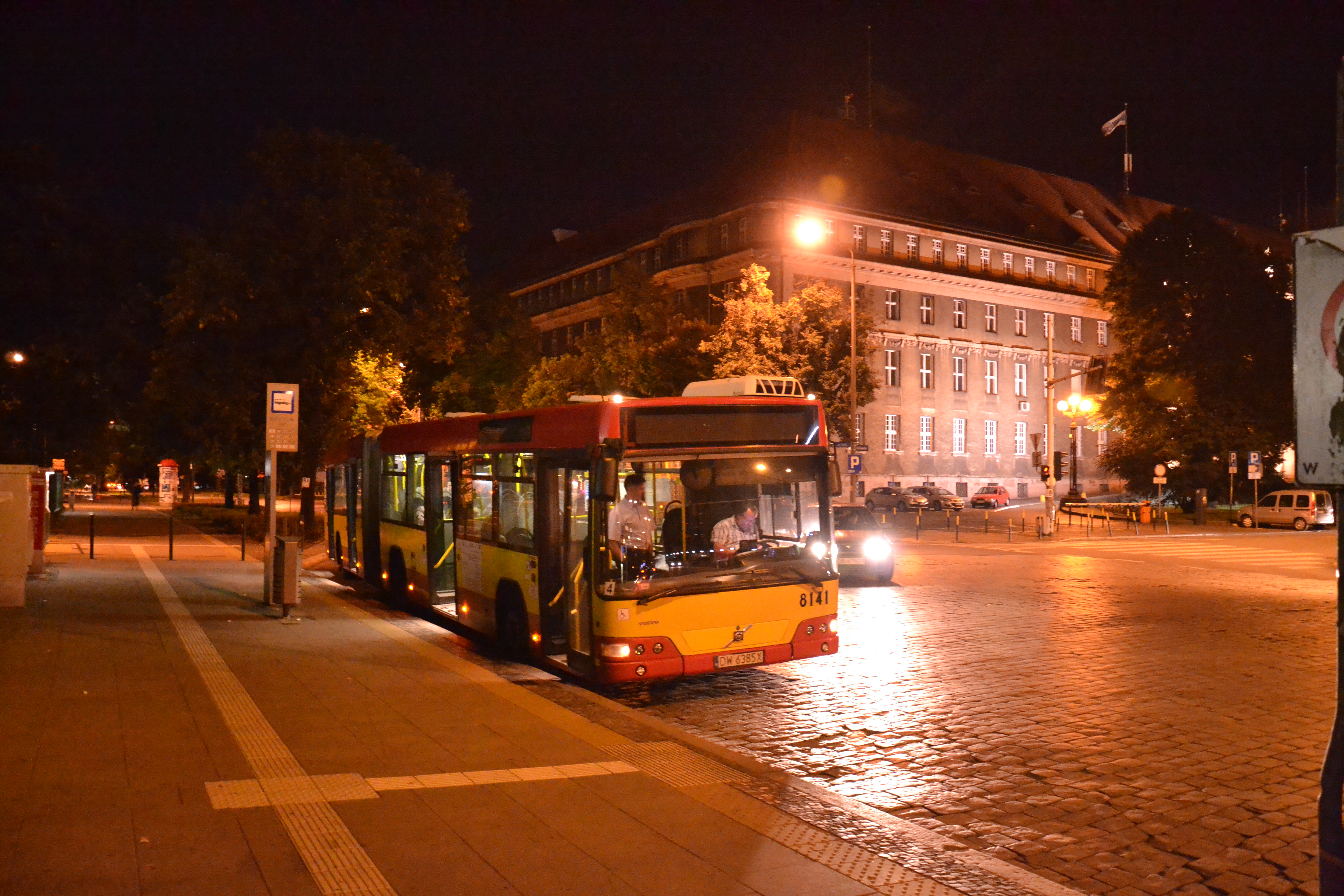
Przystanek autobusowy przy ul. Suchej przed przebudową

Dane Głównego Urzędu Statystycznego z bazy TERYT, spis ulic (ULIC):
- województwo: dolnośląskie (02)
- powiat: Wrocław (0264)
- gmina/dzielnica/delegatura: Wrocław (0264011) gmina miejska; Wrocław-Krzyki (0264039) delegatura
- Miejscowość podstawowa: Wrocław (0986283) miasto; Wrocław-Krzyki (0986544) delegatura
- kategoria/rodzaj: ulica
- Nazwa ulicy: ul. Sucha (21489).